# Arrondissement di Blois
L'arrondissement di Blois (in francese: arrondissement de Blois) è una suddivisione amministrativa francese, situata nel dipartimento del Loir-et-Cher e nella regione del Centro-Valle della Loira.

## Composizione
L'arrondissement di Blois raggruppa 121 comuni in 13 cantoni:
- cantone di Blois-1, che comprende 5 comuni:
  - Blois (in parte), La Chaussée-Saint-Victor, Saint-Denis-sur-Loire, Villebarou e Villerbon.
- cantone di Blois-2, che comprende 4 comuni:
  - Blois (in parte), Cellettes, Chailles e Saint-Gervais-la-Forêt.
- cantone di Blois-3, costituito da 1 comune:
  - Blois (in parte).
- cantone di Blois-4, costituito da 1 comune:
  - Blois (in parte).
- cantone di Blois-5, che comprende 6 comuni:
  - Blois (in parte), Fossé, Marolles, Saint-Bohaire, Saint-Lubin-en-Vergonnois e Saint-Sulpice-de-Pommeray.
- cantone di Bracieux, che comprende 13 comuni:
  - Bauzy, Bracieux, Chambord, Crouy-sur-Cosson, Fontaines-en-Sologne, Huisseau-sur-Cosson, Maslives, Mont-près-Chambord, Muides-sur-Loire, Neuvy, Saint-Dyé-sur-Loire, Saint-Laurent-Nouan e Tour-en-Sologne.
- cantone di Contres, che comprende 17 comuni:
  - Candé-sur-Beuvron, Cheverny, Chitenay, Contres, Cormeray, Cour-Cheverny, Feings, Fougères-sur-Bièvre, Fresnes, Monthou-sur-Bièvre, Les Montils, Oisly, Ouchamps, Sambin, Sassay, Seur et Valaire.
- cantone di Herbault, che comprende 21 comuni:
  - Averdon, Chambon-sur-Cisse, Champigny-en-Beauce, La Chapelle-Vendômoise, Chouzy-sur-Cisse, Coulanges, Françay, Herbault, Lancôme, Landes-le-Gaulois, Mesland, Molineuf, Monteaux, Onzain, Orchaise, Saint-Cyr-du-Gault, Saint-Étienne-des-Guérets, Santenay, Seillac, Veuves e Villefrancœur.
- cantone di Marchenoir, che comprende 18 comuni:
  - Autainville, Beauvilliers, Boisseau, Briou, Conan, Concriers, Josnes, Lorges, La Madeleine-Villefrouin, Marchenoir, Oucques, Le Plessis-l'Échelle, Roches, Saint-Laurent-des-Bois, Saint-Léonard-en-Beauce, Séris, Talcy e Villeneuve-Frouville.
- cantone di Mer, che comprende 11 comuni:
  - Avaray, La Chapelle-Saint-Martin-en-Plaine, Cour-sur-Loire, Courbouzon, Lestiou, Maves, Menars, Mer, Mulsans, Suèvres e Villexanton.
- cantone di Montrichard, che comprende 13 comuni:
  - Angé, Bourré, Chaumont-sur-Loire, Chissay-en-Touraine, Faverolles-sur-Cher, Monthou-sur-Cher, Montrichard, Pontlevoy, Rilly-sur-Loire, Saint-Georges-sur-Cher, Saint-Julien-de-Chédon, Thenay e Vallières-les-Grandes.
- cantone di Ouzouer-le-Marché, che comprende 12 comuni:
  - Binas, La Colombe, Membrolles, Moisy, Ouzouer-le-Doyen, Ouzouer-le-Marché, Prénouvellon, Semerville, Tripleville, Verdes, Vievy-le-Rayé e Villermain.
- cantone di Vineuil, che comprende 3 comuni:
  - Montlivault, Saint-Claude-de-Diray e Vineuil.